# NHKニュースおはよう宮崎
『NHKニュースおはよう宮崎』（エヌエイチケイニュースおはようみやざき）は、NHK宮崎放送局が「NHKニュースおはよう日本」内で平日7時台に放送していたローカルニュース番組。

## 概要
宮崎県関連のニュース、今日の宮崎の動き、夕方の「NHKニュース イブニング宮崎」、県内の気象情報を伝え、九州・沖縄ブロック向け「NHKニュース おはよう九州沖縄」に接続する。
また、6:55 - 7:00にも県内ニュース、気象情報を放送。テロップは、宮崎局独自を使用。
2018年度から、番組の時間帯全体が、『おはよう九州沖縄』を放送することになったため、事実上2017年度をもって終了した。

## 放送時間の変遷

### 平日
- 7:30 - 7:35 （2006年度まで）
- 7:30 - 7:36 （2007年度）
- 7:45 - 7:51 （2008年度～2017年度まで）

### 土曜日
- 7:30 - 7:35

## 担当アナウンサー
- シフト勤務（通常は岡野暁もしくは宮島大輔が担当する）

## 関連番組
- NHKニュース おはよう九州沖縄（平日 7:51 - 8:00）
- おはサタ!（土曜 7:30 - 8:00）

| NHK宮崎 平日朝のニュース・情報番組枠 | NHK宮崎 平日朝のニュース・情報番組枠 | NHK宮崎 平日朝のニュース・情報番組枠 |
| 前番組                               | 番組名                               | 次番組                               |
| ------------------------------------ | ------------------------------------ | ------------------------------------ |
| モーニングワイド宮崎                 | NHKニュースおはよう宮崎              | （終了）                             |